# Белова, Ника Павловна
Ника Павловна Белова (род. 21 марта 2003, Минусинск, Красноярский край) — российская футболистка, полузащитник клуба «Зенит».

## Биография
Воспитанница футбольной команды «Олимпик» (Минусинск), первый тренер — Артём Канарейкин. В юном возрасте перешла в детскую команду красноярского «Енисея», также принимала участие в детских соревнованиях в составе команд «Сибирь» (Красноярск) и «Смена» (Железногорск). Неоднократно была победительницей и призёром региональных соревнований в своём возрасте, признавалась лучшим игроком и лучшей полузащитницей турниров. В том числе в 2017 году признана лучшей полузащитницей, а в 2019 году — лучшим игроком в сибирской зоне первенства России, в обоих турнирах «Енисей» одержал победу. Также принимала участие в юношеских первенствах среди мальчиков.
Во взрослом футболе дебютировала в 15-летнем возрасте, в составе «Енисея» в матче высшей лиги России 13 октября 2018 года против клуба «Звезда-2005», заменив на 71-й минуте Анастасию Абраменко. В своём втором матче, 23 октября 2018 года против ижевского «Торпедо» отыграла все 90 минут и была признана лучшим игроком встречи. В 2019 году стала регулярно играть за основной состав «Енисея». Свой первый гол в высшей лиге забила 22 августа 2019 года в ворота «Чертаново».
В 2020 году перешла в «Зенит». Бронзовый призёр чемпионата России 2021 года. В сезонах 2022—2024 не принимала участие в матчах из-за разрыва крестообразной связки и нескольких операций.
Выступала за юниорскую и молодёжную сборную России.